# رامون تامايو
رامون تامايو (بالإسبانية: Ramón Tamayo)‏ هو شخصية أعمال إسباني، ولد في 1921، وتوفي في 2008.